# Чепан Кохостров
Чепан Кохостров, или Костров, — окоцкий мурза, правитель владения под Терки, сын окоцкого мурзы Кохострова Бийтемирова и брат Албир-мурзы Кострова.

## Биография
В 1648 году Чепан Кохостров доставил в Москву двух лошадей в качестве даров для царя Михаила Федоровича. Указом царя мурза Чепан Кохостров был пожалован крытой куфтерью шубой и шапкой из чернобурки, после чего направлен в Терский город нести службу. Являлся правителем самостоятельного владения под Терским городом. Можно предположить что Чепан-мурза имел юридически закреплённые права на эти владения.
В 12 августа 1647 года Чепан Кохостров и его спутники выехали из Терского города на Астрахань, в 5 октября из Астрахани по реке Волга добрались до Царицына прибыли они туда 5 ноября. В начале марта Чепан и его спутники прибыли в Касимов, приехали, видимо, они на санях, затем на подводах ехали до Москвы и  добрались туда 19 марта.
В августе 1648 года выехали обратно на Терский город, в 21 ноября они прибыли в город Астрахань, там перезимовали и достигли Терки в 1649 году.
Последний раз упоминается в 1653 году в числе служилых окочан, направленных на защиту Сунженского острога.